# Đậu biếc lá đậu triều
Đậu biếc lá đậu triều hay cây biếc (danh pháp: Clitoria laurifolia) là một loài thực vật có hoa trong họ Đậu. Loài này được Poir. miêu tả khoa học đầu tiên.